# 浄法寺 (藤岡市)
浄法寺（じょうぼうじ）は、群馬県藤岡市にある天台宗の寺院。正式な名称は広厳山般若浄土院浄法寺。

## 歴史
- 奈良時代に律宗の道忠が創建したという。道忠は、鑑真の弟子の一人。
- 815年（弘仁6年）、最澄が相輪橖を建立、天台宗に改宗する。
- 1496年（明応5年）、道忠の供養塔が建立される。
- 1672年（寛文12年）、相輪橖を再建。1921年（大正11年）、改修。
- 1804年、現在の本堂（棟梁、八田清兵衛）が再建される。
- 1987年（昭和62年）、伝教大師最澄像（作、西村公朝）が建立される。